# Adam Silvera
Adam Silvera (geb. 7. Juni 1990 in Süd-Bronx, New York City) ist ein US-amerikanischer Jugendbuchautor schwuler Liebesromane. Sein Buch Am Ende sterben wir sowieso, das mehrere Wochen auf der Spiegel-Bestsellerliste stand, machte ihn auch auf dem deutschen Markt bekannt.

## Leben und Wirken
Adam Silvera wuchs in ärmeren Verhältnissen einer puerto-ricanischen Familie in der Bronx auf. Seine Mutter war Sozialarbeiterin. Über sein Verhältnis zu seiner puerto-ricanischen Herkunft  sagte er in einem Interview:

“I’ve really started struggling with my identity as a Puerto Rican the past few years. I’m constantly asking myself so many questions: do I have to define myself as white-passing every time I tell someone I’m Puerto Rican? Would people take me more seriously if I spoke fluent Spanish? Spent more time in Puerto Rico?”

„Ich habe in den letzten Jahren wirklich damit begonnen, mit meiner puerto-ricanischen Identität zu hadern. Permanent stelle ich mir so viele Fragen: Muss ich mich immer als "als weiß Durchgehender" definieren, wenn ich sage, dass ich Puerto-Ricaner bin? Würden Menschen mich ernster nehmen, wenn ich fließend Spanisch spräche? Wenn ich mehr Zeit in Puerto Rico verbrächte?“

Silvera begann mit zehn bis elf Jahren Fan-Fictions, vor allem über Harry Potter, zu schreiben. Mit neunzehn Jahren stieg er als Angestellter bei Barnes & Noble in Manhattan und Rezensent für Kinderbücher ins Buchgeschäft ein und verließ mit einundzwanzig Jahren die Bronx.
2015 erschien Silveras Debütroman More Happy Than Not bei SoHo Teen. Das Buch war ein Bestseller, wurde in die NY Times Editors' Choice aufgenommen und für zahlreiche Preise nominiert; auf Deutsch wurde es in einer Übersetzung von Lisa Kögeböhn allerdings erst im Jahre 2020 veröffentlicht, in welchem außerdem bekannt wurde, dass HBO Max, Lizenzrechte Entertainment One, an einer Adaption als einstündige TV-Show arbeite.
Nach dem Erfolg von They Both Die at the End, das 2017 erschienen war, auf dem englischen Markt erwarb der Arctis-Verlag, ein neu gegründetes Imprint des Atrium-Verlags, die Rechte an der deutschen Ausgabe, so dass das Buch 2018 unter dem Titel Am Ende sterben wir sowieso für Deutschland, Österreich und die Schweiz veröffentlicht wurde. Am Ende sterben wir sowieso wurde zahlreich prämiert und war sowohl in der Spiegel- als auch auf dem ersten Platz in der New-York-Times-Bestsellerliste vertreten. 2021 kaufte Entertainment One die US-amerikanischen Rechte für eine Verfilmung ein, Januar 2023 wurde bekannt, dass diese unter Mitarbeit des puerto-ricanischen Rappers Bad Bunny und des Bridgerton-Schöpfers Chris Van Dusen als Netflixserie auf den Markt gebracht werde.
2018 wurde der erste Band der Was-ist-mit-uns-Reihe gemeinsam mit Becky Albertalli veröffentlicht. In Was ist mit uns lassen sich Motive aus Silveras sowie Albertallis Leben erkennen wie der puerto-ricanische Ben oder der liberaljüdische Arthur. Das Buch war Silveras drittes Werk, das ins Deutsche übersetzt wurde, 2021 folgte der zweite Teil der Reihe, Here's To Us, deutsch 2022 Auf das mit uns. In diesem Jahr veröffentlichte der Arctis-Verlag außerdem die jeweiligen Fortsetzungen zu Was ist mit uns und Am Ende sterben wir sowieso.
Die ersten beiden Bände Adam Silveras Fantasyreihe, dem Unendlichkeitszyklus (englisch Infinity Cycle), erschienen auf Englisch 2020 beziehungsweise 2021. Mit den Büchern mag Adam Silvera sich einen eigenen Traum erfüllt haben, denn auch Ben aus Was ist mit uns schreibt an einem Fantasyroman. 2023 erscheinen beide Bände in deutscher Übersetzung. 2024 erschien der finale Teil auf Englisch.
Seinen Alltag teilt Silvera in den sozialen Medien auf Plattformen wie Twitter, Instagram und TikTok, auf denen er zusammengerechnet mehr als 360.000 (Stand 2022) Follower besitzt. Vor allem über die Hashtags Booktok und Bookstagram, die sich hauptsächlich an junge Leser richten, erhalten Silveras Bücher regelmäßig Aufmerksamkeit. Sein Werk wurde bislang in über dreißig Sprachen übersetzt.
Silvera äußerte sich auf seinem Tumblr-Account über seine Depressionen und Angststörungen. Er lebt offen homosexuell in Los Angeles.

## Bibliographie

### Romane

#### Einzelbände
- More Happy Than Not. SoHo Teen, New York 2015
  - dt.: More Happy Than Not. Aus dem Amerikanischen von Lisa Kögeböhn. Arctis, Zürich 2022, ISBN 978-3-03880-058-3
- History Is All You Left Me. SoHo Teen, New York 2017
  - dt.: Was mir von dir bleibt. Aus dem Amerikanischen von Christel Kröning und Hanna Christine Fliedner. Arctis, Zürich 2019, ISBN 978-3-03880-022-4

#### Todesboten-Reihe
- They Both Die at the End. Harper Teen, New York 2017
  - dt.: Am Ende sterben wir sowieso. Aus dem Amerikanischen von Katharina Diestelmeier. Arctis, Zürich 2018, ISBN 978-3-03880-019-4
- The First to Die at the End. Simon & Schuster Ltd., New York 2022
  - dt.: Der Erste, der am Ende stirbt. Aus dem Amerikanischen von Katharina Diestelmeier und Barbara König. Arctis, Zürich 2022, ISBN 978-3-03880-067-5
- The Survivor Wants to Die at the End. Quill Tree Books, New York 2025
  - dt.: Am Ende will doch einer sterben. Erscheint bei Arctis voraussichtlich am 6. Mai 2025, ISBN 978-3-03880-068-2

#### Was-ist-mit-uns-Reihe (gemeinsam mit Becky Albertalli)
- What If It's Us. Harper Teen, New York 2018
  - dt.: Was ist mit uns. Aus dem Amerikanischen von Christel Kröning und Hanna Christine Fliedner. Arctis, Zürich 2019, ISBN 978-3-03880-030-9
- Here's To Us. Harper Teen/Balzer+Bray, New York 2021
  - dt. Auf das mit uns. Aus dem Amerikanischen von Christel Kröning und Hanna Christine Fliedner. Arctis, Zürich 2022, ISBN  978-3-03880-061-3

#### Unendlichkeitszyklus (Infinity Cycle)
- Infinity Son. Harper Teen, New York 2020
  - dt.: Infinity Son. Aus dem Amerikanischen von Hanna Christine Fliedner. Arctis, Zürich 2023, ISBN 978-3-03880-064-4

- Infinity Reaper. Harper Teen, New York 2021
  - dt.: Infinity Reaper. Aus dem Amerikanischen von Hanna Christine Fliedner und Christopher Bischoff. Arctis, Zürich 2023, ISBN  978-3-03880-065-1.
- Infinity Kings. Harper Teen, New York 2024

### Kurzgeschichten
als Mitautor:
- Because You Love to Hate Me: 13 Tales of Villainy. Bloomsbury, London 2017
- (Don't) Call Me Crazy. Algonquin Books, Chapel Hill 2018
- Color Outside the Lines. SoHo Teen, New York 2019